# Tungdor (häradshuvudort i Kina, Tibet Autonomous Region, lat 29,20, long 94,08)
Tungdor (kinesiska: Dongduo, 东多, Milin Xian, 米林县) är en häradshuvudort i Kina. Den ligger i den autonoma regionen Tibet, i den sydvästra delen av landet, omkring 290 kilometer öster om regionhuvudstaden Lhasa. Antalet invånare är 22 834. Befolkningen består av 11 245 kvinnor och 11 589 män. Barn under 15 år utgör 24,0 %, vuxna 15-64 år 70 %, och äldre över 65 år 5,0 %.
Runt Tungdor är det mycket glesbefolkat, med 2 invånare per kvadratkilometer. Tungdor är det största samhället i trakten. I omgivningarna runt Tungdor växer i huvudsak barrskog.
Genomsnittlig årsnederbörd är 1 239 millimeter. Den regnigaste månaden är juni, med i genomsnitt 285 mm nederbörd, och den torraste är januari, med 3 mm nederbörd.